# Nomerobius spinosus
Nomerobius spinosus är en insektsart som beskrevs av Oswald 1990. Nomerobius spinosus ingår i släktet Nomerobius och familjen florsländor. Inga underarter finns listade i Catalogue of Life.